# George Bretz
George Henry Bretz (* 3. September 1880 in Blenheim; † 7. Mai 1956 in Toronto) war ein kanadischer Lacrossespieler.

## Erfolge
George Bretz war Mitglied der Winnipeg Shamrocks, mit denen er bei den Olympischen Spielen 1904 in St. Louis im ersten Lacrossewettbewerb der Olympischen Spiele antrat. Neben ihm gehörten außerdem George Cattanach, William Brennaugh, Hilliard Lyle, William Burns, George Cloutier, Élie Blanchard, Jack Flett, Benjamin Jamieson, Stuart Laidlaw, Lawrence Pentland und Sandy Cowan zur Mannschaft. Bretz spielte dabei auf der Position eines Verteidigers.
Neben den Winnipeg Shamrocks nahmen lediglich noch eine Mannschaft der Mohawk Indians of Canada und die Gastgeber aus St. Louis teil, die St. Louis Amateur Athletic Association. St. Louis bestritt seine erste Partie gegen die indianische Mannschaft und besiegte diese, womit sie ins Endspiel gegen die Winnipeg Shamrocks einzog. Mit 8:2 setzten sich die Shamrocks deutlich gegen St. Louis durch und Bretz erhielt wie seine Mannschaftskameraden als Olympiasieger die Goldmedaille.
Bretz war von Beruf Schneider.